# Stratioceros
Stratioceros is een kevergeslacht uit de familie van de boktorren (Cerambycidae). De wetenschappelijke naam van het geslacht werd voor het eerst geldig gepubliceerd in 1869 door Lacordaire.

## Soorten
Stratioceros is monotypisch en omvat slechts de volgende soort:
- Stratioceros princeps Lacordaire, 1869